# Avaler des couleuvres
 (octobre 2021).
Si vous disposez d'ouvrages ou d'articles de référence ou si vous connaissez des sites web de qualité traitant du thème abordé ici, merci de compléter l'article en donnant les références utiles à sa vérifiabilité et en les liant à la section « Notes et références ».
Avaler des couleuvres est un court métrage diffusé en 2005.

## Synopsis
Son mari et sa fille partis en vacances, Kate, un peu magicienne et sorcière à la fois, tourne un film de son côté. Grâce à lui, elle finit par trouver son indépendance…

## Fiche technique
- Titre : Avaler des couleuvres
- Réalisation : Dominique Perrier
- Scénario : Dominique Perrier
- Photographie : Jean-Claude Couty et Lionel Perrin
- Son : Jérôme Ayasse, Nicolas Waschkowski et Olivier Do Huu
- Durée : 34 minutes

## Distribution
- Judith Henry : Kate
- Mathieu Amalric : Tom
- Marc Barbé : L'amant
- Marline Brun : Lotte, la petite fille
- Bénédicte Guimard : La femme documentaire #1
- Silke Maier Bonardi : La femme documentaire #2
- Caroline Piette : L'hôtesse
- Pascal Rénéric : Le steward #1
- Thomas Chopin : Le steward #2